# Rooikat (БРМ)
Rooikat (укр. червоний кіт) — 8-колісна важка південно-африканська бойова розвідувальна машина. Призначалась для використання в умовах пустелі для бойової розвідки в ході антипартизанських операцій, пошуку і знищення ворожих загонів. Була прийнята на озброєння Південно-Африканських національних сил оборони 1990 для виконання місій прориву, дальніх рейдів на високій швидкості. Модифікація Rooikat з 105-мм гарматою може виконувати функцію винищувача танків через значний калібр гармати для сучасної колісної бронетехніки. Назва БРМ на мові африкаанс означає каракал. На 2012 з 240 БРМ Rooikat 160 перебувають у резерві.

## Історія

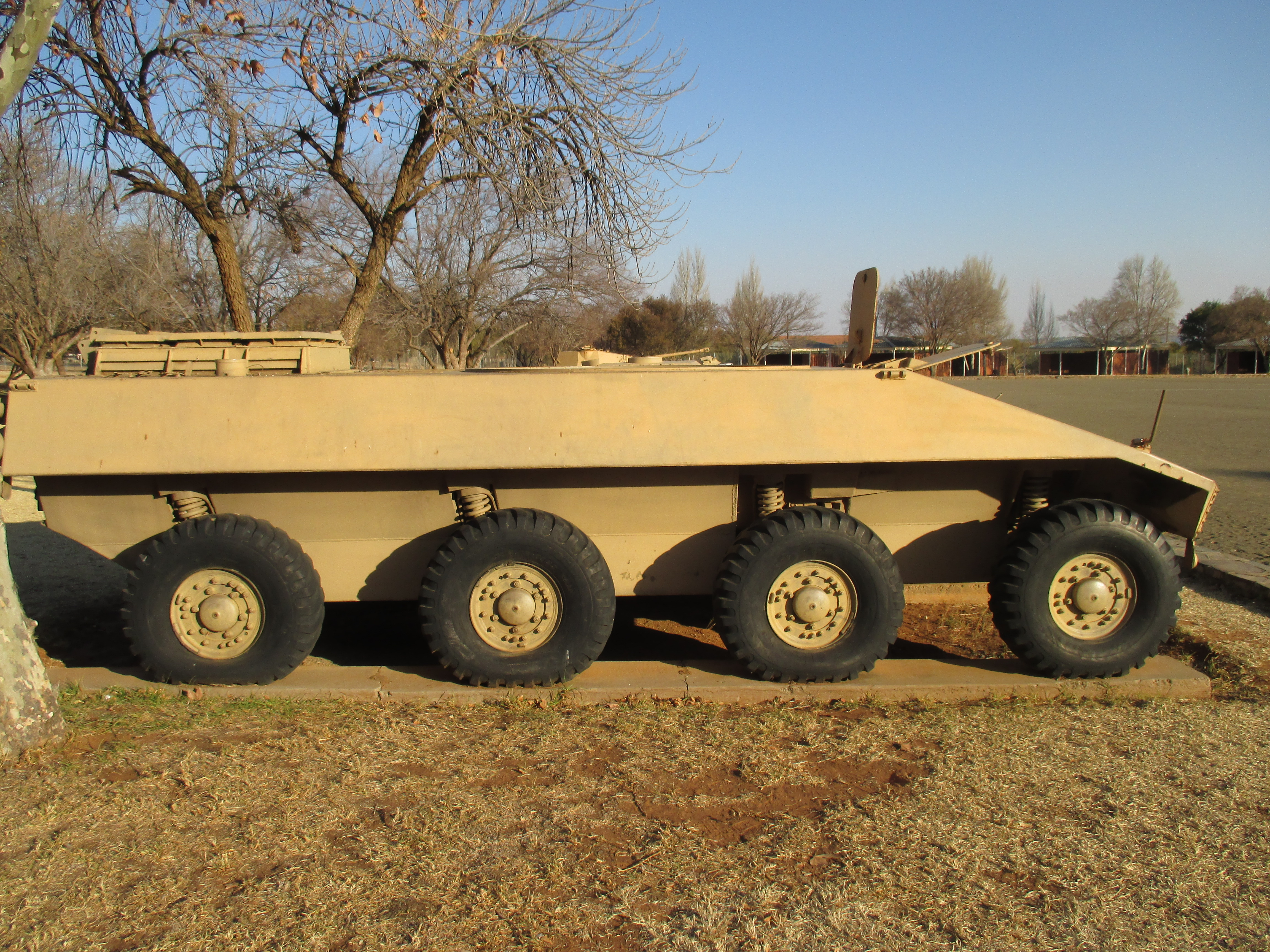
Прототип Rooikat. 1970-і роки

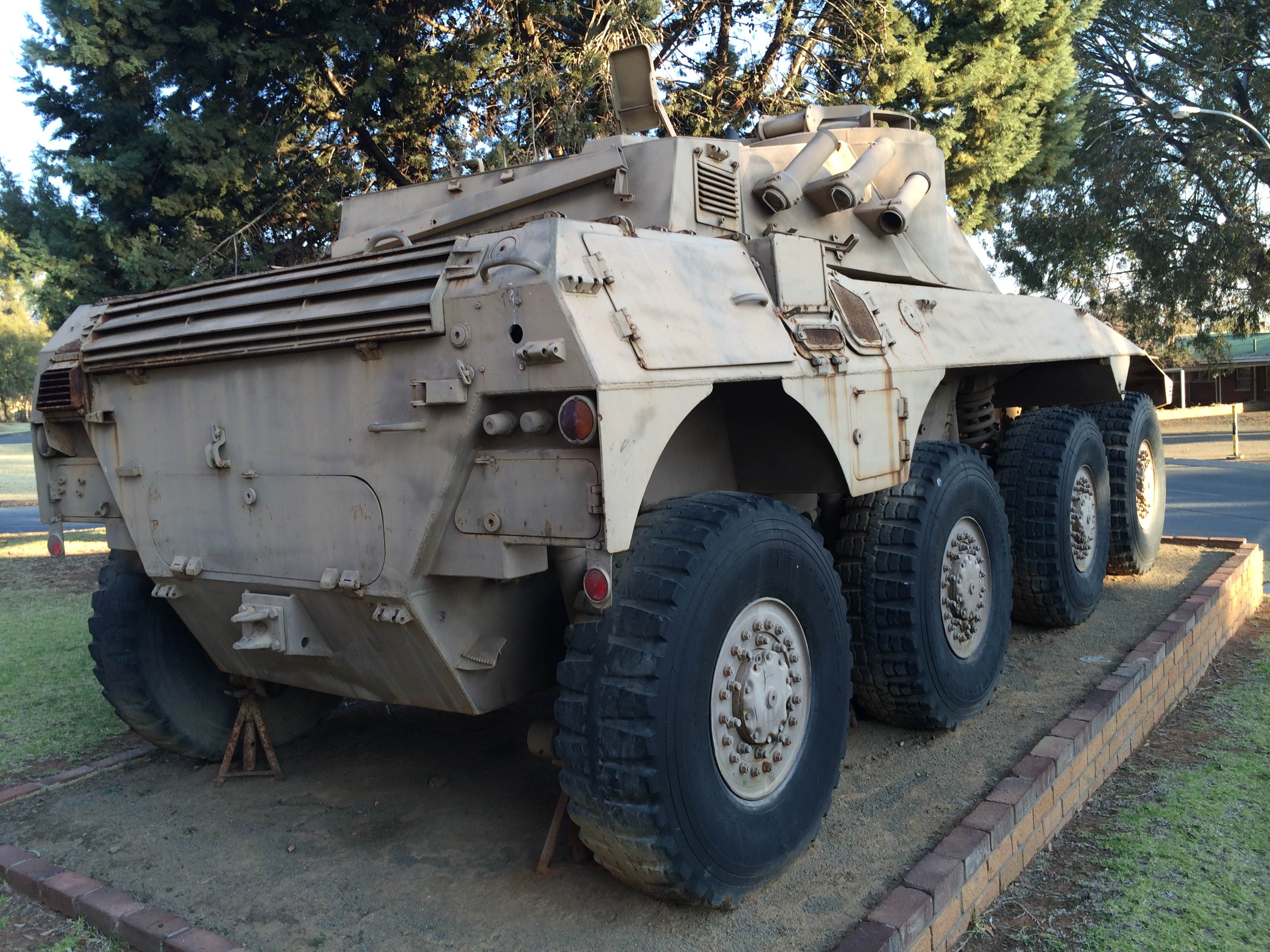
Кормова частина Rooikat

Розробляти Rooikat розпочали у 1976 для заміни колісної французької БРМ Panhard AML, що була прийнята на озброєння ще далекого 1960 року. Поштовхом для розробки стало очікуване введення ембарго ООН на ввезення зброї до ПАР, де традиційно використовували переважно колісні військові машини. Основними критеріями для розробки були її універсальність, значний радіус дії, конкурентноздатність на ринку озброєнь.
Перші три прототипи виготовила 1976 з колісною формулою 8×8 для випробовування з різними видами зброї на основі досвіду локальних конфліктів в Африці, війни в Анголі (з 1975). Прототипи другої серії виготовили 1983 знову з різним озброєнням. Зрештою перевагу надали 76-мм гарматі і конструкції шасі з оперативною дальністю 1000 км. Остаточний варіант прототипу компанія Reumech OMC виготовила 1987 і після нових випробувань наприкінці 1989 розпочалось серійне виробництво Rooikat 76, яка була прийнята на озброєння 1990 року.

### Конструкція

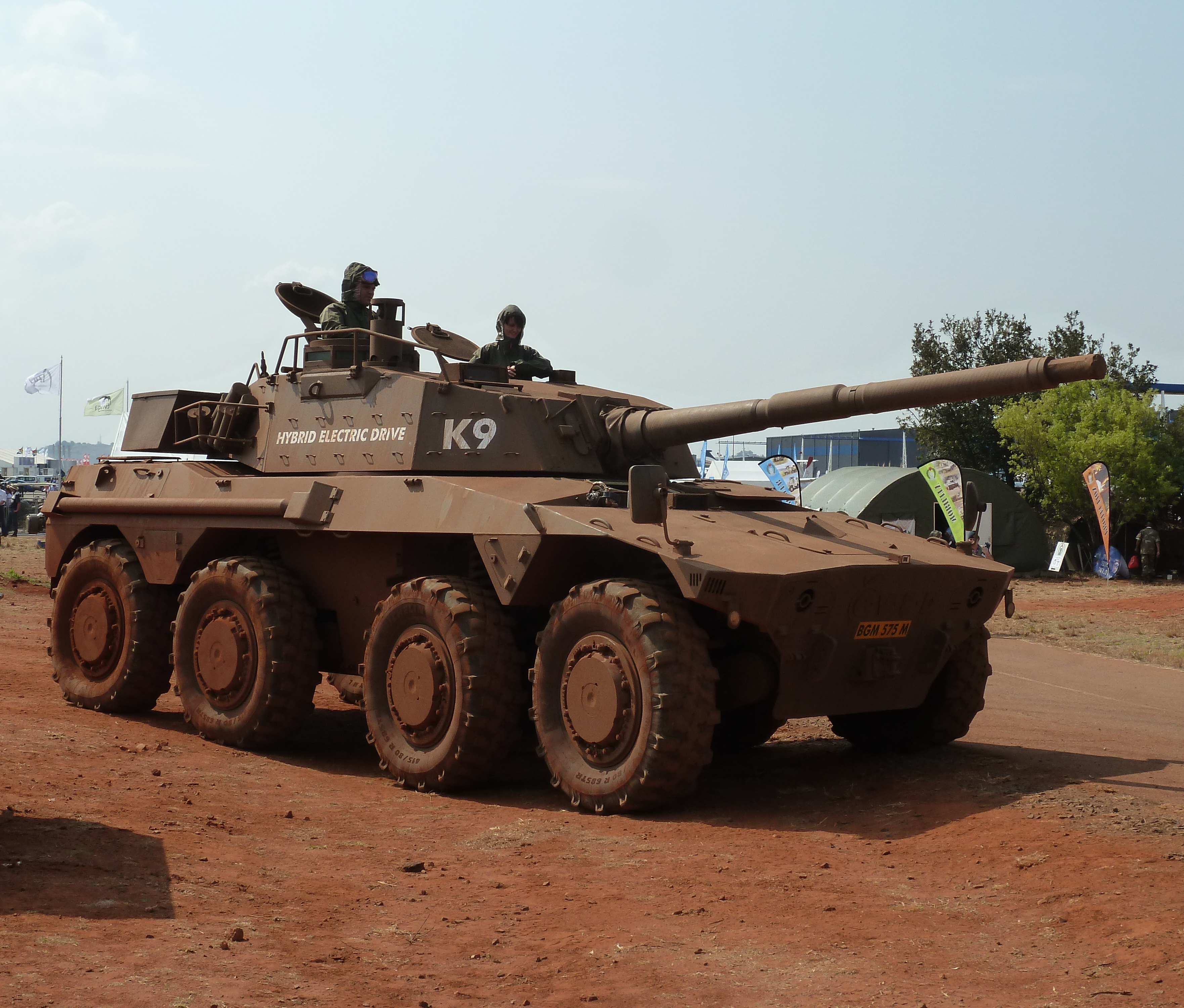
Rooikat з гібридним приводом. 2012

На 28-тонний БРМ встановили 10-циліндровий дизель. Привід від мотору передається на усі осі при керованих обидвох передніх осях. Машина отримала захист проти стрілецької зброї великого калібру і доволі ефективний протимінний захист днища.
Базова модель 1980-х років була озброєна 76-мм гарматою, спареним з нею 7,62-мм кулеметом і зенітним кулеметом. Загалом було збудовано 200 БРМ Rooikat. Гармата була стабілізована у двох площинах, згодом отримала лазерний далекомір.
З 2000 розпочали виготовлення модифікації Rooikat 105, озброєної 105-мм гарматою виробництва ПАР. Вона призначалась для заповнення порожньої ніші машин для боротьби з танками. Модифікацію створювали для потенційного продажу на експорт. Було випробувано встанвлення замість вежі двох контейнерів з 4×ПТКР.